# Novalena cuspidata
Novalena cuspidata là một loài nhện trong họ Agelenidae.
Loài này thuộc chi Novalena. Novalena cuspidata được Frederick Octavius Pickard-Cambridge miêu tả năm 1902.